# アカエビ属
アカエビ属（アカエビぞく、Metapenaeopsis）は、十脚目クルマエビ科の下位分類群の一つ。アカエビ、トラエビ、ホッコクエビ、シロエビ等を含む。

## 特徴
大型種は体長10cmを超えるが、数cmほどの種類が多く、クルマエビ科としては小型である。体表は短毛や突起に覆われて光沢がなく、手で触るとざらつく。総称としての英名"Velvet Shrimp"（ベルベットシュリンプ）はここに由来する。また、体表にまだら模様が出るものが多い。体つきは比較的前後に細長く、クルマエビやウシエビなどに似るが、太短い体型をしたホッコクエビなども知られる。
熱帯から温帯の海に広く分布し、水深数mほどの浅海から水深350mほどの深海まで多くの種類が知られる。砂泥底に生息するが、周辺地形や水深、水質によって見られる種類が異なる。砂泥に浅く潜ることができ、これで敵の目を欺く。おもな天敵は魚類、頭足類、海鳥などで、食物連鎖上で重要な位置にある。
同じクルマエビ科のヨシエビ属、スベスベエビ属、サケエビ属などと同様に、底引き網などの沿岸漁業で漁獲される。食用エビとしては小型で値段も安く、雑多なものとして扱われがちだが、手頃な食材として様々な料理に用いられる。たとえば日本では掻き揚げ、唐揚げ、佃煮、煮付け、塩茹で、えびせん、干物、剥きえびなどの材料に使われる。食用の他マダイなど大型肉食魚の釣り餌にも使われる。また、漁獲地からあまり遠くには出回らず、方言呼称も多い。

## 種類
種類ごとの差異は額角、交尾器、各所の棘などに認められるが、似通った外見の種類が多く、厳密な同定は難しい。

### 日本産
- トラエビ M. acclivis (Rathbun, 1902)
体長100mmほど。体は淡褐色で、不規則なまだら模様が出る。東京湾以南の太平洋岸に分布し、東京湾、伊勢湾・三河湾、瀬戸内海、有明海、鹿児島湾といった内湾に多い。
- ミマセアカエビ M. aegyptia Galil et Golani, 1990
- M. andamanensis (Wood-Mason, 1891)
- アカエビ M. barbata (De Haan, 1844)
体長80mmほど。和名通り体は赤褐色が強く、赤紫色の不規則なまだら模様が出る。相模湾以南の太平洋岸に分布する内湾性種。
- キシエビ M. dalei (Rathbun, 1902)
- ツノソリアカエビ M. dura Kubo, 1949
- M. gallensis (Pearson, 1905)
- ホッコクエビ M. lamellata (De Haan, 1844)
体長70mmほど。同属種に比べて体が太短く、額角から背面中央にかけて顕著に盛り上がる。北海道西岸から九州まで分布し、水深300mまで生息するが個体数は少ない。和名通り宗谷海峡でも漁獲されるが、本来はアカエビ属の例に漏れず暖海性の種類である。「キントキエビ」という方言呼称がある。
- シロエビ M. lata Kubo, 1949
体長60mmほど。和名通り他の同属種に比べて白っぽい体色をしている。三河湾以南に分布し、水深350mまで生息する。
- モギエビ M. mogiensis (Rathbun, 1902)
体長80mm前後。紅海から西日本、オーストラリア沿岸まで分布し、水深10-30mに生息する。名前は当時の長崎県西彼杵郡茂木町、現在の長崎市茂木地区に由来する。
- ミナミアカエビ M. palmensis (Haswell, 1879)
- ミナミシロエビ M. provocatoria Racek et Dall, 1965
- シナアカエビ M. sinica Liu et Zhong, 1986
- ミゾトラエビ M. toloensis Hall, 1962

### 海外産
| - M. angusta Crosnier, 1987 - M. assimilis (De Man, 1920) - M. beebei (Burkenroad, 1938) - M. ceylonica Starobogatov, 1972 - M. commensalis (Borradaile, 1898) - M. coniger (Wood-Mason, 1891) - M. costata Crosnier, 1991 - M. crassissima Racek et Dall, 1965 - M. difficilis Crosnier, 1991 - M. distincta (De Man, 1907) - M. erythraea Crosnier, 1987 - M. evermanni (Rathbun, 1906) - M. faouzii (Ramadan, 1938) - M. fusca Manning, 1988 - M. gaillardi Crosnier, 1991 - M. gerardoi Pérez Farfante, 1971 - M. goodei (Smith, 1885) - M. hilarula (De Man, 1911) - M. hobbsi Pérez Farfante, 1971 - M. incisa Crosnier, 1991 - M. ivanovi Crosnier, 1994 - M. kishinouyei (Rathbun, 1902) - M. kyushuensis (Yokoya, 1933) - M. laubieri Crosnier, 1991 - M. lindae Manning, 1988 - M. liui Crosnier, 1987 - M. mannarensis De Bruin, 1965 - M. manningi Crosnier, 1994 - M. marquesas Crosnier, 1991 | - M. martinella Pérez Farfante, 1971 - M. menoui Crosnier, 1991 - M. miersi Holthuis, 1952 - M. mineri Burkenroad, 1934 - M. novaeguineae (Haswell, 1879) - M. parahilarula Crosnier, 1991 - M. parapalmensis Crosnier, 1994 - M. persica Crosnier, 1991 - M. philippii (Bate, 1881) - M. propinqua Crosnier, 1991 - M. proxima Crosnier, 1991 - M. quadrilobata Crosnier, 1991 - M. quinquedentata (De Man, 1907) - M. richeri Crosnier, 1991 - M. rosea Racek et Dall, 1965 - M. scotti Champion, 1973 - M. sibogae (De Man, 1907) - M. sinuosa Dall, 1957 - M. smithi (Schmitt, 1924) - M. spatulata Crosnier, 1991 - M. spiridonovi Crosnier, 1991 - M. stokmani Burukovsky, 1990 - M. stridulans (Alcock, 1905) - M. tarawensis Racek et Dall, 1965 - M. tchekunovae Starobogatov, 1972 - M. tenella Liu et Zhong, 1986 - M. vaillanti (Nobili, 1904) - M. velutina (Dana, 1852) - M. wellsi Racek, 1967 |